# Bieriozowo
Bieriozowo (ros. Берёзово) – osiedle typu miejskiego w Rosji, w Chanty-Mansyjskim Okręgu Autonomicznym – Jugrze, ośrodek administracyjny Rejonu Bieriozowskiego.
Miasto leży nad Sośwą Północną, ok. 42 km od jej ujścia do Obu.

## Ludność
Miasto liczy 7081 mieszkańców (stan na 1 stycznia 2010 r.
Większość populacji stanowią Rosjanie i inni europejscy osadnicy; niewielką grupę stanowią też rdzenni mieszkańcy okręgu – Chantowie i Mansowie.

## Historia
Bieriozowo zostało założone jako pierwsze rosyjskie osiedle na terenach obecnego Chanty-Mansyjskiego Okręgu Autonomicznego – Jugry w 1593 r., na miejscu starego chantyjskiego grodu Suhmut-Wasz, inaczej zwanego Chal-Usz co w przekładzie oznacza "brzozowy gródek". Początkowo miasto nosiło nazwę Bieriozow (ros. Берёзов) i było ufortyfikowaną osadą położoną 1100 km na północ od najbliższego innego rosyjskiego punktu osadniczego w zachodniej Syberii – Tobolska.
Miasto przez długi czas było miejscem zesłań politycznych. W 1729 r. zmarł tutaj dawny faworyt cara Piotra I, a następnie carycy Katarzyny I – książę Aleksandr Mienszykow, zesłany do Bieriezowa przez ich następcę, zaś w 1730 r. uwięziono tu wraz z rodziną księcia Aleksieja Dołgorukowa, brata-bliźniaka Wasilija Dołorukowa. Także w Bieriozowie zmarł w 1747 r. zesłany tu 5 lat wcześniej wraz z żoną generał Andriej Ostermann. W XIX w. do Bieriezowa zsyłano m.in. dekabrystów, zaś w XX w. – rewolucjonistów.
W latach 1719 i 1808 miasto spłonęło doszczętnie w wyniku pożaru, zaś pożar z 1887 r. zniszczył znaczną część osady.